# Neptunes Window
Neptunes Window (englisch für Neptuns Fenster) ist eine Scharte zwischen zwei Felssäulen im Südosten von Deception Island im Archipel der Südlichen Shetlandinseln. Sie befindet sich unmittelbar östlich der Whalers Bay.
Lieutenant Commander David Neil Penfold (1913–1991) von der Royal Navy gab im Verlauf einer Vermessung von Deception Island zwischen 1948 und 1949 der Scharte ihren deskriptiven Namen, da von hier aus die Wetter- und Eisbedingungen in der Meerenge Neptunes Bellows gut zu beurteilen waren.